# ولبی (کلرادو)
ولبی (به انگلیسی: Welby) یک منطقهٔ مسکونی در ایالات متحده آمریکا است که در شهرستان آدامز، کلرادو واقع شده‌است. ولبی ۹٫۸ کیلومتر مربع مساحت و ۱۴٬۸۴۶ نفر جمعیت دارد و ۱٬۵۶۵ متر بالاتر از سطح دریا واقع شده‌است.